# Félix van den Branden de Reeth
Félix van den Branden de Reeth, né le 20 juin 1809 et mort le 27 janvier 1867, est un homme politique belge.

## Fonctions et mandats
- Échevin de Malines : 1845-1846
- Commissaire d'arrondissement de Malines : 1846-1847
- Membre de la Chambre des représentants de Belgique : 1848-1867

## Sources
- "Le Parlement belge, 1831-1894", p. 556.

- Ressource relative à plusieurs domaines :   - ODIS